# 弗里德里希·尼采
弗里德里希·威廉·尼采（德語：Friedrich Wilhelm Nietzsche，1844年10月15日—1900年8月25日），德國哲學家、诗人、文化批评家、古典語言學家和作曲人。他的作品对现代哲学产生了深刻的影响。在转向研究哲学前他是古典语言学家。他也以創作詩歌和音樂作品為副業。
24歲時，在完成学业后，他被任命為巴塞爾大學古典語言學副教授。1879 年，他因健康原因辭去教職。此後，他開始四處旅行，以尋找適合其健康狀態的環境，主要是在意大利和瑞士。在随后的十几年里，他完成了他的主要著作中的大部分。1889年起，尼采已精神失常，他在餘生中接受母親及妹妹的照護，最後於1900年去世。
尼采的作品涵盖了哲学论战、诗歌创作、文化批评及小说等领域，他表现出对格言体和反讽的喜爱。他的哲学思想的一个主要特点是对真理的强烈批判和支持观点主义。他批判宗教和基督教道德并提出主奴道德。他对生命以一种美学式的肯定以回应“上帝已死”和虚无主义危机。他将人类描述为竞争意志的表达，并将其总体理解为权力意志。他还提出了一些有影响力的概念，如超人和永恒轮回。在他晚期的作品中，他越来越关注个体的创造力以克服传统文化和道德，以追求新的价值和审美健康。他的作品涉及广泛的主题，包括艺术、语言学、历史、音乐、宗教、悲剧、文化、科学。
叔本華的哲學給年輕的尼采留下了特別深刻的印象。他後來擺脫了悲觀主義。他的作品包含對道德、宗教、哲學、科學和藝術形式的嚴厲批評。在他看來，當代文化比古希臘文化還要弱。他一再攻擊的目標首先是基督教道德以及基督教和柏拉圖主義的形而上學。他質疑一般真理的價值，從而成為後現代哲學途徑的先驅。
尼采的思想在20世纪60年代重新流行起来，他的思想对20世纪和21世纪早期的哲学思想家有着深远的影响。特别是对存在主义、后现代主义和后结构主义等欧陆哲学流派。

## 生平

### 早年（1844—1869）

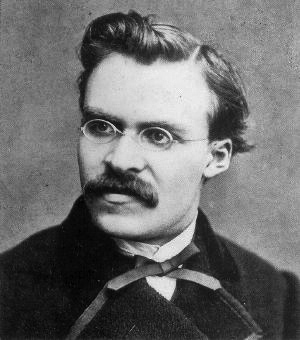
弗里德里希·尼采

尼采在1844年10月15日生於接近萊比錫的洛肯小鎮，當時那裡隸屬普魯士的薩克森省管轄。他的名字來自於當時正值49歲生日的腓特烈·威廉四世國王，這個巧合被他的父母視為是好預兆，不過後來尼采放棄了「威廉」這個名字。尼采的父親卡爾·路德維希（1813－1849年）是路德教派的牧師和教師，母親是法蘭齊斯卡娜·奧勒爾（1826－1897年），雙親在1843年結婚。他的妹妹伊莉莎白·弗尔斯特尔·尼采在1846年出生，小弟路德維希·約瑟夫則在1848年出生。尼采的父親因腦軟化症而在1849年去世，兩年後他的弟弟也去世了。1850年尼采全家搬遷到萨勒（Saale）河畔的瑙姆堡，與尼采的祖母和父親的兩名未婚姊妹共同生活，由於他的母親終身未改嫁，因此尼采幾乎在充滿女性的環境中成長。在祖母於1856年去世之后，尼采全家搬了出來。

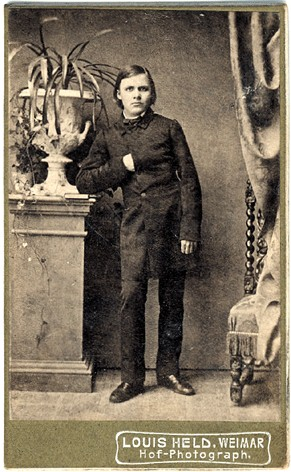
弗里德里希·尼采，1861年。

尼采就讀于私立的男子學校，在那裡他認識來自顯赫家庭的古斯塔夫·克魯格和威廉·皮德爾，與他們結為至交。這時的尼采希望以父親為榜樣也成為牧師，因此他時常給夥伴們朗誦聖經裡某些章節，為此他獲得小牧師的稱謂。他也認識了一些當地的音樂家，開始他對音樂的愛好。14歲時他進入普夫達（Pforta）中學，課程以古典教育為主，且以訓練嚴格出名，開始讓尼采很不適應。尼采在學校裡也認識保羅·杜森（Paul Deussen）和卡爾·馮·格爾斯多夫。尼采在這段時間也專注於撰寫詩賦和音樂。在普夫達中學裡尼采接受希臘和羅馬古文學的訓練，這也是他首次接觸到與家中基督教教育完全不同的環境。
於1864年畢業後，尼采進入波恩大學，開始對神學和古典语文学進行研究，并在此期间做了大量有关于荷马与古典语文的演讲。在經過一學期的研究後（也是出於對他母親的不滿）尼采失去對基督教的信念，停止對宗教的研究。尼采轉變的緣故可能為閱讀神學家大衛·史特勞斯所著的《耶穌的生平》一書，這對當時年輕的尼采產生極大震撼。尼采接著將心力放在研究哲學上，不久受到弗里德里希·威廉·里奇爾（Friedrich Wilhelm Ritschl）教授的赏识，並且在隔年追隨他前往萊比錫大學就讀。在那裡他也認識後來成為古典學家的同學歐文·羅德，並且發表了第一份文字學的研究。
在1865年尼采研讀了許多亚瑟·叔本华的著作，並在1866年讀了弗里德里希·艾伯特·朗格所著的《唯物主義之歷史》一書。他很快便迷上兩本書裡的哲學觀，這促使他將他的研究領域擴展至文字學以外，並且決定繼續深入學習。1867年尼采自願入普魯士軍隊於瑙姆堡的砲兵部隊服役一年，然而在1868年3月發生的車禍卻使他無法繼續服役。尼采於是繼續他的研究，在他研究暫停的那年他也認識了理察·華格納。

### 教授生涯（1869—1879）

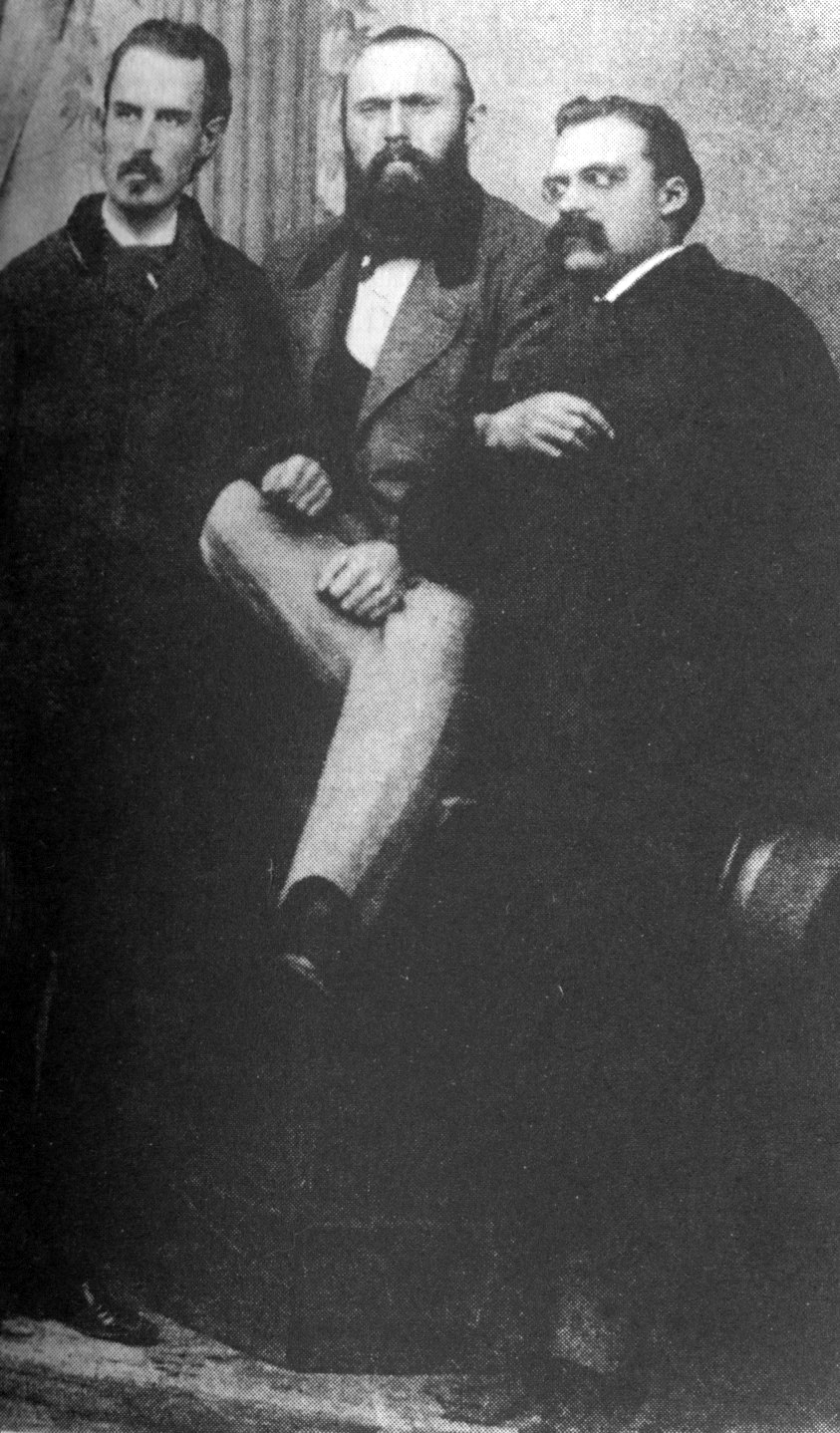
1871年10月中旬，從左至右：好友歐文·羅德、卡爾·馮·格爾斯多夫、和弗里德里希·尼采。

在里奇爾教授的幫助下，尼采得以輕易獲得瑞士巴塞爾大學提供的古典哲學教授職位，而無需先取得博士學位或教學的證書。在搬至巴塞爾後，尼采宣布放棄他的普魯士公民權，從此保持無國籍人士的身分到去世。儘管如此，他仍在1870年至1871年的普法戰爭中參軍，擔任醫護兵職務。短暫的軍旅生涯帶給他極大的震撼，讓他見識到戰爭帶來的毀滅，同时萌发日后“权力意志”思想的雏形。在從軍期間他也染上痢疾和白喉。
在1870年回到巴塞爾後，尼采以旁觀者的身分見證德意志帝國的建立，以及接下來奧托·馮·俾斯麥執政的年代。尼采以「荷馬與古典哲學」作為他教授教職演說的主題。在大學裡他認識神學教授弗朗茨·奧韋爾貝克，兩人從此成為終身至交。尼采也認識默默無名的俄國哲學家阿夫里坎·斯皮尔以及他的同事—歷史學家雅各·布克哈特（代表作《意大利文艺复兴时期的文化》），尼采還經常前往聆聽布克哈特的授課，兩人對尼采都產生極大影響。尼采也長期與在萊比錫認識的理察·華格納和他的妻子柯西瑪保持聯繫，尼采相當欣賞華格納夫妻，經常前往華格納在琉森州的住所拜訪。華格納夫妻將尼采引入他們的社交圈子，還邀請他共同出席拜羅伊特節日劇院的開幕演奏。

尼采在1870年他還將《悲劇的誕生》一書的手稿送給柯西瑪作為生日禮物，后在在1872年正式出版《悲劇的誕生》一書。然而，其他的古典语文学教授包括里奇爾在內都對尼采的新書不感興趣，甚至还表露极大的失望，认为尼采抛弃了“他的母亲”，即古典语文学。因為尼采在這本書裡放棄精確的语言學研究方式，而是改用哲學的演繹方式進行論述。另语言學家乌尔里希·冯·维拉莫维茨-默伦多夫則發表了篇嚴厲的批判文章，虽然其默默无闻（此前他对尼采十分恭敬），但他的观点代表语文学界对于尼采这本书的主要看法。尼采青年時期的好友歐文·羅德（這時已在基爾擔任教授）以及華格納則挺身替他辯護。尼采坦承他在古典语文学界被孤立的處境，以至于曾经人头攒动的尼采先生的课堂变得冷清，到了来年，只有两个外来系的学生。这是令人苦恼的，对于尼采更是如此。

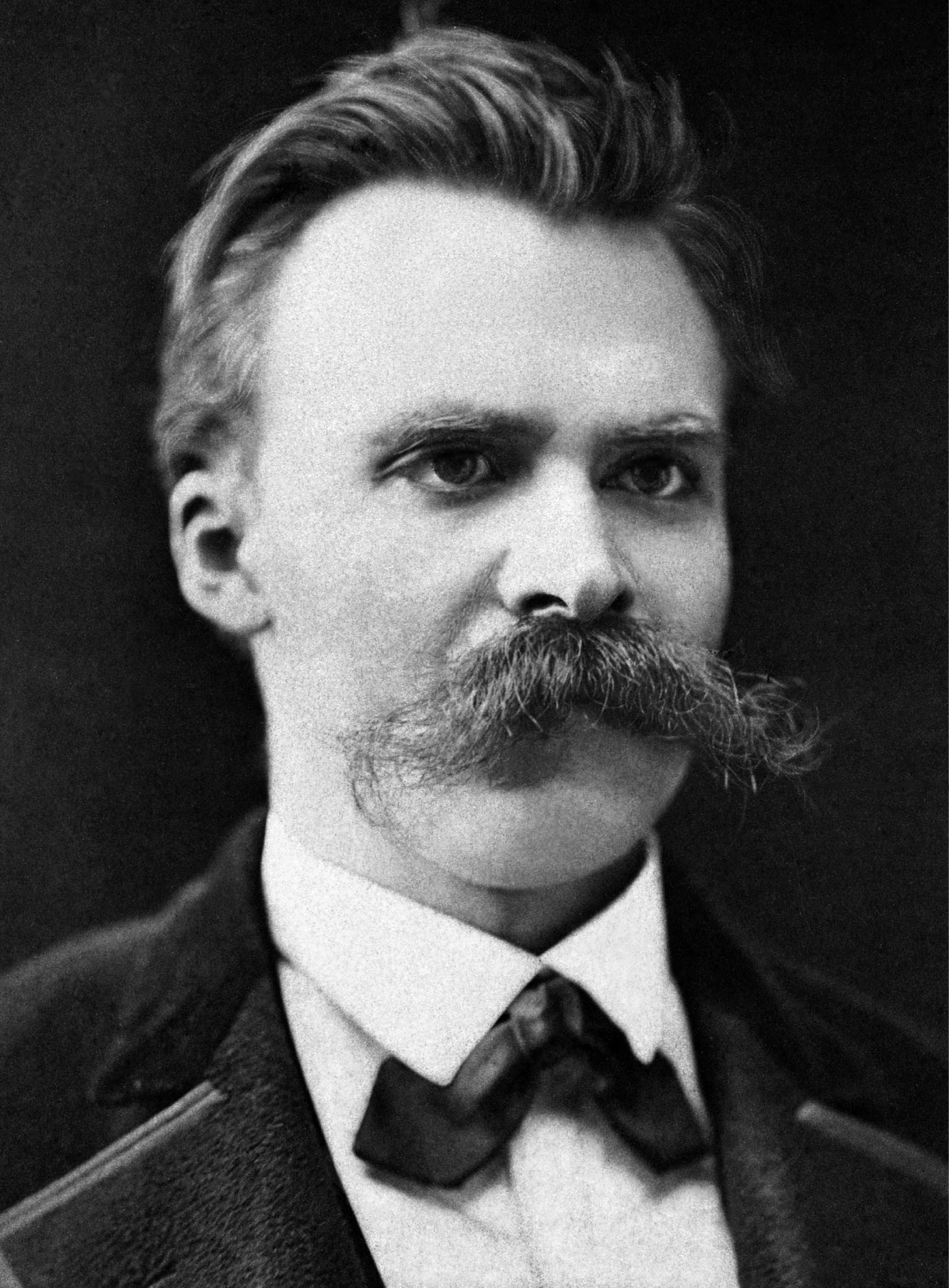
尼采在巴塞爾，約1875年。

在1873年至1876年之間，尼采陸續發表四篇長篇論文：《大衛·史特勞斯：自白者和作家》、《歷史對生命的利與弊》、《教育家叔本華》、和《理察·華格納在拜魯特》（這四篇論文後來被收錄以《不合時宜的考察》為名出版）。四篇論文都帶有文化批判的色彩，吸納叔本華和華格納的思想（但在第四篇《理查德.瓦格纳在拜罗伊特》中隐隐表露与瓦格纳之间的矛盾），挑戰當時正快速發展中的德國文化。從1873年開始尼采也陸續撰寫短文，這些短文在他死後以《希臘悲劇時代的哲學》為名出版。在這段時間裡尼采活躍於華格納的社交圈中，認識瑪畢達·莫森布（Malwida Von Meysenbug）女士和漢斯·馮·彪羅，也認識道德学家保羅·雷（Paul Rée代表作《论道德感的起源》），雷在1876年對於尼采產生極大影響，使他脫離早期著作中的悲觀寫作風格。然而，1876年的拜魯特音樂會卻使尼采大為失望，他被演奏的平庸和大眾的粗俗反應所震怒，從此開始與華格納保持距離。
尼采接著在1878年出版《人性的，太人性的》一書，以格言方式討論從形而上學到宗教乃至於性別等各種議題，也是在這本書裡尼采明確的拋棄華格納和叔本華的哲學。尼采與歐文·羅德等人的交誼也在這時開始冷淡。尼采在這段時期在尋找合適的婚姻對象，卻始終沒有著落。自從幼年時期開始便為许多慢性疾病所苦的尼采，健康狀況亦越來越差。嚴重的近視使他近乎喪失視力、偏頭痛的疾病、以及劇烈的胃部疾病。1868年的車禍和1870年的大病也進一步惡化了他的健康狀況，迫使他在巴塞爾任教期間必須申請越來越長的病假。終於在1879年，尼采不得不辭去他在巴塞爾的教授職位，正常教學活動完全中止。

### 孤獨的哲學家（1879—1888）
由於飽受疾病煎熬，尼采開始四處旅遊以尋找氣候較為理想的地區定居，從此到1889年為止以私人身分遊遍許多城市。他多年在瑞士的格勞邦頓州地區度夏，並多年在義大利的熱那亞、都灵以及法國的尼斯等地過冬。在1881年當法國占領突尼西亞時，他曾計畫前往突尼斯以觀賞從非洲眺望歐洲大陸的風景，但後來打消這個主意（或許是因為健康原因）。尼采偶而會返回瑙姆堡探望他的親人，在這段時期尼采與他的妹妹也經常爆發爭執、但通常到最後都得以和解。尼采依靠他從巴塞爾大學獲得的退休金生活，但也獲得一些朋友的資助。曾是尼采學生的彼得·加斯特（Peter Gast）也自願擔任尼采的個人秘書。直到尼采去世為止弗朗茨·奧韋爾貝克和彼得·加斯特兩人始終與尼采保持緊密關係。即使已經脫離華格納的圈子，瑪畢達·莫森布女士仍在尼采生活中扮演著類似母親一般的角色。不久後尼采開始與音樂評論家卡尔·富克斯接觸。這段時期是尼采創作的黃金時期，從1878年出版的《人性，太人性的》一書開始，尼采在接下來每年都會出版一本書（或文集）直到1888年為止，在最後一年裡尼采完成了五本書。

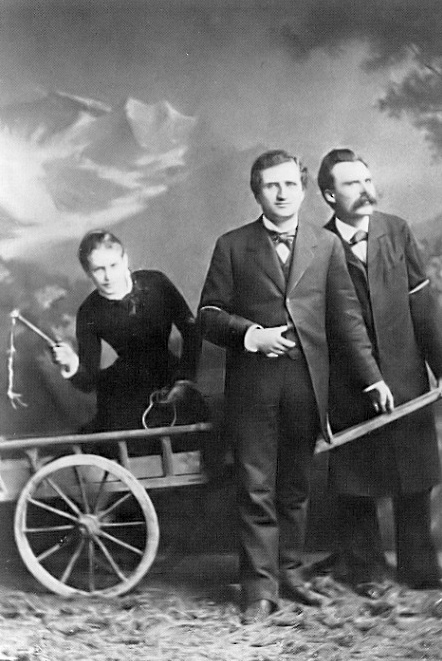
路·莎樂美、保羅·瑞與尼采，1882年。

在1882年尼采出版《快樂的科學》的第一部分，他在那年也透過瑪畢達·莫森布和保羅·雷認識女作家露·莎樂美。尼采和莎樂美在圖林根一同度夏，妹妹伊莉莎白也經常陪伴他們。尼采最後深深愛上莎樂美，在保羅·雷的協助下開始追求她，但當尼采向她求婚時，莎樂美拒絕了他。尼采與莎樂美和雷兩人的親密關係最終在1882年/1883年的冬季破裂，其中一部分原因是出自妹妹伊莉莎白的從中阻撓和離間。在失戀的痛苦下尼采的病情再度復發，他與母親與妹妹的關係也由於莎樂美而幾近破裂，更數度萌生自殺的念頭。尼采接著躲至意大利的利古里亞，在那裡他僅花了十日的時間，寫下第一部分的《查拉圖斯特拉如是說》。
在徹底切斷他與叔本華的哲學聯繫、以及與華格納的友誼後，尼采的朋友所剩無幾。他筆下的查拉圖斯特拉風格之獨特使他更被當時的主流所疏離，著作的賣出量也少得可憐。尼采對此無動於衷，繼續保持他孤獨的生活，儘管他經常對此抱怨。尼采的書籍都是自費出版，且大多僅賣出幾百本，最多也不到兩千本。在1885年他只印出40本《查拉圖斯特拉如是說》，只將其分送給他的親密朋友們閱讀。
在1886年尼采與他的助理編輯恩斯特·施梅茨斷絕合作關係，對其保持的反猶太思想感到厭惡。尼采寫道他的著作被「完全埋在反猶太的垃圾堆中」，甚至將他與那些「應該被所有理智人類所瞧不起的活動」連結在一起。他接著自費出版《善惡的彼岸》，並在1886~1887年再版了他之前的幾本著作（《悲劇的誕生》、《人性，太人性的》、《朝霞》、以及《快樂的科學》），附上新的引言，重新解釋這些早期的著作。這時尼采認為他的著作已經大致完成，並期望可以吸引新的讀者群。事實上，對於尼采思想的興趣在這段時期的確有所提升，即使尼采本人並沒有發現。也是在這些年里尼采認識作家卡爾·施皮特勒等人。1886年，尼采的妹妹伊莉莎白與一名反猶太主義者結婚，並前往巴拉圭企圖創建純種的「德意志人」殖民地，她們的計劃則被尼采大肆嘲笑。長年下來尼采與伊莉莎白兄妹兩人衝突不斷，最後大多是以和解告終，但這次的分离之后，要到尼采發瘋後兩人才得以再次團聚了。這時尼采的健康狀況不斷惡化，使得他根本無法進行較長期的寫作計畫。在1887年尼采發表《道德譜系學》一書，引發相當的爭議。
在這幾年裡尼采持續接觸費奧多爾·陀思妥耶夫斯基的作品，他很快便受之影響。他也與依波利特·阿道爾夫·丹納保持書信聯繫，後來也認識丹麥文學家布蘭德斯。在1870年代以講授克爾凱郭爾哲學思想為主的布蘭德斯曾邀請尼采同去研讀克爾凱郭爾的作品，尼采在回信中承諾會抽空前往哥本哈根拜訪他，但在他來得及實現這個承諾前自己便已經被病魔纏身。在1888年初，布蘭德斯於哥本哈根大學首次正式講授尼采的哲學思想，不過這已是他發瘋前夕了。
雖然尼采在1886年曾宣布（在《善惡的彼岸》的結語中）他會著手撰寫名為《權力意志》的新書，他最後放棄這個計畫，並且以其中未完成的文稿彙編另外兩本著作：《偶像的黃昏》與《反基督》（兩本書都在1888年完成）。
這時尼采的健康狀況稍有改善，1888年的夏季裡他都保持旺盛的寫作精力。當年秋季的著作和書信中顯示他已經開始對自己的地位和「命運」抱持更高的期望，他開始高估社會上對於他的著作的名聲和肯定，尤其是在當時引起相當爭議的《華格納事件》一書。在完成《偶像的黃昏》與《反基督》兩本書後，尼采在他44歲生日時決定替自己寫下一本自傳《瞧！這個人》，尼采在這本自傳中希望讀者認識到自己獨特的一面：「聽我說啊！我是這樣獨特而又這樣傑出的人。不要把我與任何其他人混淆。」（考夫曼的英文譯本）。在12月，尼采開始與劇作家奧古斯特·史特林堡通信，由於覺得自己的作品在國際上缺乏重視，尼采向一些以前的出版商買回自己作品的版權，企圖將它們翻至其他的歐洲語言在國外出版。除此之外他還開始撰寫《尼采反對華格納》一書。

### 發瘋和去世（1889—1900）

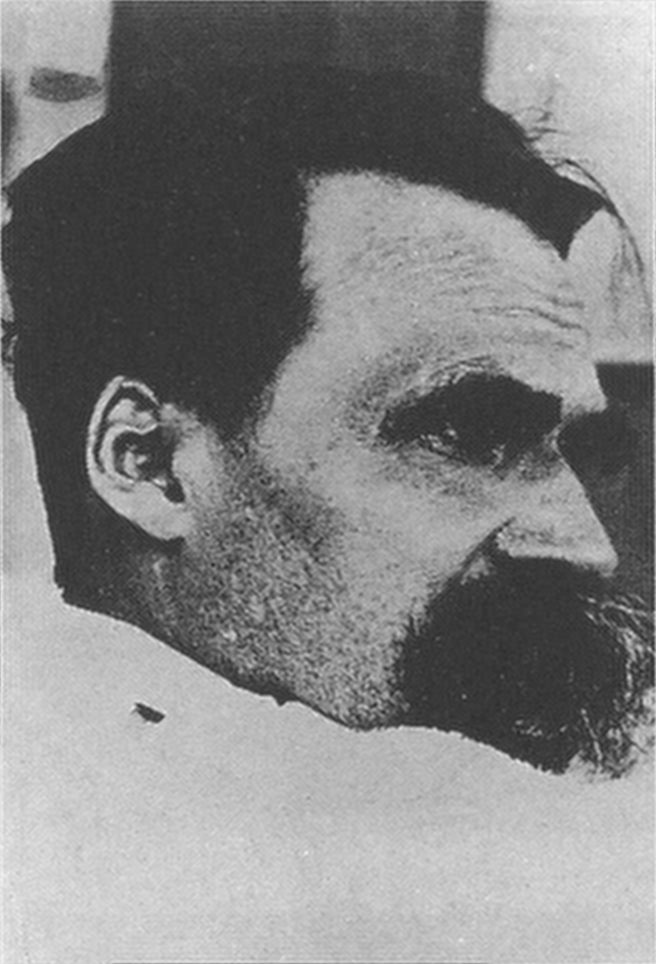
Hans Olde所拍攝的系列名為「生病的尼采」的一张照片，1899年夏季。

在1889年1月3日，尼采開始顯露出精神狀況不穩的徵兆。有日在意大利都灵街上引起公眾騷動後，尼采被意大利警方帶回。當日究竟發生了什麼事情至今已無從得知，經常流傳的一說是尼采在卡罗·阿尔伯托广场看見一匹馬被馬夫鞭打，突然上前抱住馬的脖子痛哭道：“我受苦受难的兄弟啊！”，接著便癱倒在地上（巧合的是，陀思妥耶夫斯基在《罪與罰》中有幕是主角拉斯柯爾尼科夫看見馬遭到鞭打的場景。尼采曾稱讚陀思妥耶夫斯基為「唯一讓我受益良多的心理學家」）。
在接下來幾日裡尼采寄出幾封短信給他的幾名朋友（包括布克哈特以及華格納的妻子柯西瑪在內）—這些信被稱為“Wahnbriefe”（「發瘋的信件」）。
在給布克哈特的信中尼采寫道：「我已經被該亞法（新約聖經中陷害耶穌基督的祭司）套上腳鐐了。去年我還被那些德國醫師長期折磨。威廉皇帝、俾斯麥、還有那些反猶太主義者都被廢止吧！」
在1889年1月6日，布克哈特把尼采的信拿給奧韋爾貝克閱讀，隔日奧韋爾貝克也從尼采那接獲一封類似的信，他們決定必須想辦法把尼采帶回巴塞爾。很快的奧韋爾貝克趕赴都灵將尼采護送回巴塞爾的精神病診所，在那時尼采顯然已經完全發瘋了，尼采的母親決定將他轉送至耶拿以接受精神病醫師奧圖·賓斯汪格的治療。從1889年11月至1890年2月間尤利乌斯·朗本也企圖治療尼采，他批評主治醫師的方式對於尼采的情況並無法發揮效果。朗本對於尼采的控制似乎越來越深入，直到後來他對尼采全權管理的要求和他隱秘的舉止使得他逐漸失去尼采母親等人的信任。在1890年初尼采的母親將他從精神病醫院帶回瑙姆堡的家中療養，在這段期間奧韋爾貝克和彼得·加斯特也討論要如何處理尼采未完成的著作。尼采的《偶像的黃昏》已在1889年1月依照原定計畫出版，他們並在2月下單印刷50份《尼采反對華格納》的拷貝，但出版商秘密的印刷了100本。奧韋爾貝克和加斯特決定暫停《反基督》以及《瞧！這個人》的出版，因為這兩本書包含更為激進的道德理論。這時尼采的名聲開始第一波的復甦。

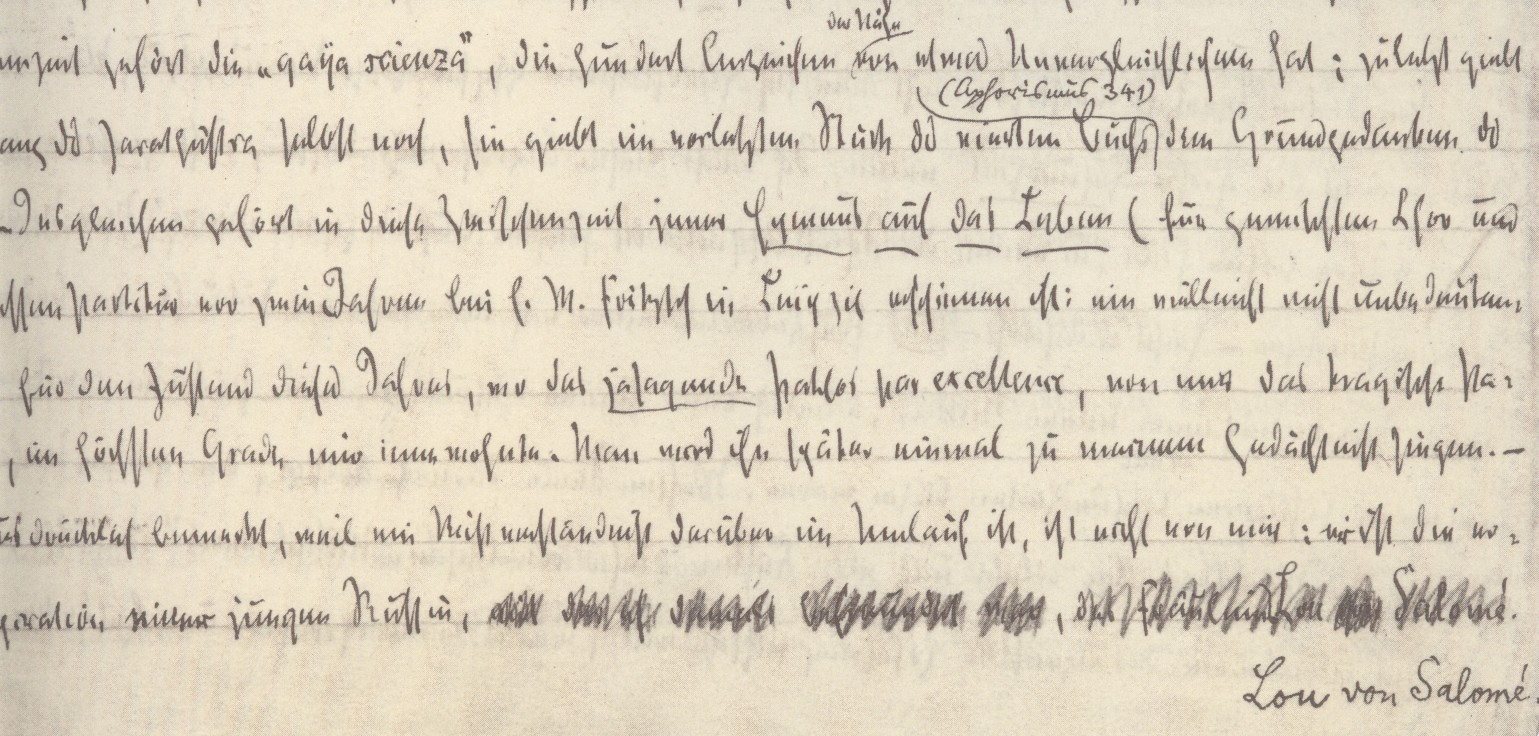
在尼采精神崩潰後，原先的助手彼得·加斯特開始進行「修正」尼采文稿的工作，而沒有經過尼采的認可。這系列的篡改如今被研究尼采的學者們嚴厲批評。

在1893年尼采的妹妹伊莉莎白從巴拉圭返回德國，殖民地計畫以徹底失敗告終，她的丈夫還在那裡自殺了。回到德國後，伊莉莎白開始閱讀尼采的著作，並且一步接著一步的控制了這些著作以及它們的出版。奧韋爾貝克最後被伊莉莎白驅離，但彼得·加斯特則選擇和她合作。在母親於1897年去世後，尼采搬到魏瑪，由伊莉莎白負責照顧他，伊莉莎白也允許一些包括魯道夫·斯坦納在內的訪客前來探望已經無法與人正常溝通的尼采。
一些人長期懷疑梅毒為尼采發瘋的病因，然而愈來愈多的研究者對此提出質疑，許多尼采的病徵、以及他在發瘋之前的很長一段時間的健康狀況似乎與傳統的梅毒感染不同。近來，根據他的醫療檔案的評估得出的結論是，如遺傳性腦中風（CADASIL）這類疾病也可能導致他在生命結束時的精神錯亂。 雖然大多數人都認為尼采的發瘋與他的哲學思想無關，但有一些人則主張他發瘋的緣故是他自己哲學思想所帶來的心理失調。
在1900年8月25日，尼采死於肺炎，伊莉莎白將他與父親的墳墓並列安葬。他的朋友加斯特在葬禮上致哀悼詞道：「願你神聖之名受所有後代彰顯！」（儘管尼采曾在《瞧！這個人》一書中表示他不希望自己被人稱為「神聖的」）。
在尼采死後不久，妹妹伊莉莎白將他留下的一些筆記整理為《權力意志》一書出版。由於這本書是由他妹妹編彙的，學者一般認為這本書並沒有反應出尼采的真正思想。研究尼采的學者马齐诺·蒙蒂纳里便說《權力意志》一書「根本是假的」。伊莉莎白篡改和刪除許多尼采原稿的段落，例如在《反基督》一書的第35節中，伊莉莎白便刪去尼采為了諷刺聖經而寫下的一段落。

## 哲學思想

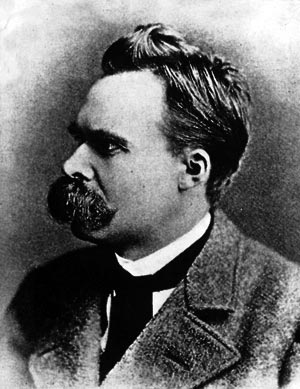
弗里德里希·尼采

作為身具影響力的哲學家，對尼采思想的研究卻可能是在當代哲學界缺乏共識的領域。人們可以容易的看出尼采提出的主要概念，但這些概念背後的真正涵義、以及這些概念的重要性先後都是相當具有爭議的。尼采曾知名地提出「上帝已死」的主張，而這種上帝之死不是爲了形塑成激進的觀點主義，便是迫使讀者接受「真相」永遠是具有既定觀點的主張。尼采也區分主人-奴隸道德說，主人的道德是來自於對生命的頌揚，而奴隸的道德卻是來自於對前者的憤恨。這種區分方式直接指出「好與壞」與「善與惡」兩種道德標準的衝突，更重要的是，在主人道德中的「好」卻在奴隸道德中被視為是「惡」。
從道德與倫理引發的各種爭議也因此可以被歸屬為心理學的領域，尼采提出的觀點主義可能減少知識論在心理學界的重要性。尼采作品中頻繁地出現了「權力意志」的概念，在最基本上，尼采曾主張意志的力量在解釋人類行為上要比柏拉圖學派的愛慾（Eros）概念、叔本華的「生存的意志」、或是功利主義的道德主張都要來的清楚有力多了，但若從這個概念進一步延伸，尼采的涵義究竟為何則仍有爭議。
許多尼采的哲學思想都帶有批判性的風格，尼采常受到「缺乏一套建設性的體系」的批評。然而，尼采自己曾表示他不認為哲學本身可以建構一套思想體系，在《善惡的彼岸》的序言中他指出許多以教條原則建構哲學體系的思想家帶有的往往只是普遍的偏見罷了（例如靈魂的概念）。不過尼采也有一些帶有建設性色彩的概念例如超人說以及永恆輪迴，尼采認為超人是人類以及個人可以靠著自己力量達成的目標。

## 著作

### 《悲劇的誕生》
尼采在1872年出版他的第一本書《悲劇的誕生：源於音樂的靈魂》（Die Geburt der Tragödie aus dem Geiste der Musik），在1886年則改以《悲劇的誕生：希臘文化和悲觀主義》（Die Geburt der Tragödie, Oder: Griechentum und Pessimismus）為名重新出版。第二版包含序言—「自我批判的嘗試」，之中尼采對他的這本早期作品做了一些評論和檢討。
與啟蒙時期傳統中認為古希臘文明屬於高貴、單純、優雅而宏偉的看法不同的是，尼采將古希臘文明描述為兩種獨特派系的不斷鬥爭——阿波羅派與狄俄倪索斯派。阿波羅在尼采來看屬於principium individuationis（原則上的個人主義），帶著其優雅、冷靜、以及對於外表美觀的重視，人得以立刻將其自身與樸實的自然界區隔開來。而狄俄倪索斯則代表酒醉、非理性、以及無人性，尼采在這裡也顯示他受到叔本華提出的非理性成分主導人類創造力的概念所影響。尼采描述在蘇格拉底之後阿波羅派如何支配了西方文明的思想，並且提出德國浪漫主義（尤其以理察·華格納為代表）作為復興狄俄倪索斯派的可能方式，以挽救歐洲的文化。
《悲劇的誕生》剛發表時受到古典文字學家乌尔里希·冯·维拉莫维茨-默伦多夫等人的激烈批評。1886年尼采也對這本書抱持保留態度，將其稱為「一本難以忍受的書…寫的很糟糕、沉悶、讓人難堪、瘋狂。」

### 《不合時宜的考察》
尼采在1873年開始撰寫，並於1876年完成了《不合時宜的考察》。這本書收集四篇（原先計畫13篇）討論當時歐洲情況的論文，尤其是有關德國的文化。另外還有第五篇原標題為《我們文字學家》的論文要到尼采死後才被出版。
1. 《大衛·史特勞斯：自白者和作家》，1873年，攻擊神學家大衛·史特勞斯所著的《舊與新信仰：自白文》（1871年），尼采以此作為當時德國社會思想的代表。他指出史特勞斯的「新信仰」——依據歷史發展而設計出的一套普世制度，批評那是根基於對歷史的誤解之上成立的一套腐敗文化。尼采不但攻擊這本書，還攻擊史特勞斯本人是庸俗的假文化代表。
2. 《歷史對生命的利與弊》，1874年，突破「知識本身就是目的」的傳統看法，尼采提出另一套解讀歷史的方式，主張活著的人類生命才是主要的關注目標，並描述這種概念可以如何改善社會的健康。尼采也提出一套對於古典人文主義原則的批評。尼采在批評歷史主義（認為人類是透過歷史而被創造的）的同時，也批評認為人可以用客觀概念了解人類本身的主張，因為人之所以活在世上純粹就是因為被其主觀性所驅動。
3. 《教育家叔本華》，1874年，討論以叔本華的哲學思想復甦德國文化尤其是哲学本身的可能性。在该书中，尼采以叔本华为典范，描绘他所赞赏的“真诚的”“不与时代精神同流”的“真正的”哲学家类型，对现代文化尤其是“学者文化”和现代教育进行批判。
4. 《理察·華格納在拜魯特》，1876年，研究理察·華格納的心理狀況，原先得出較為負面的結論，而沒有反映出當時他與華格納之間的深厚友情，也因此尼采最初沒有將其發表，並在後來將其修改成較為正面的評價。儘管如此，這篇論文預見尼采與華格納兩人在未來的衝突和分裂。

### 《人性的，太人性的》
《人性的，太人性的》這本書的第一部分最初於1878年出版，尼采在1879年出版增補的第二部分《各種看法和原則》，1880年出版第三部分《流浪者及其陰影》。三個部分一起在1886年以《人性，太人性的：自由靈魂之書》（Menschliches, Allzumenschliches, Ein Buch für freie Geister）為名出版。這本書代表尼采創作生涯中的「中期作品」的開端，拋棄德國浪漫主義和華格納的影響，開始顯現出完全的實證主義的傾向。這個時期的寫作風格在於很少提出一套建設性的哲學體系，這些作品都是以數百條格言编彙而成，有時只有一句話，有時則長達一頁或兩頁之多。這本書的主要內容是揭發出許多錯誤的假設，而不是對這些假設提出解釋，雖然尼采也在許多論點中使用一些他的思想：他使用實證主義以及權力意志的概念作為解釋問題的手段，雖然權力意志的概念在這時還沒有發展成熟。

### 《朝霞》
在《朝霞：道德偏見之反思》（Morgenröte. Gedanken über die moralischen Vorurteile，1881年）一書中尼采減少快樂主義在驅動人類行為上的重要性，並且改強調「對權力的感覺」所扮演的角色。他的相對主義觀點既是道德上的也是文化上的，而他對於基督教的批評至此也發展成熟。尼采在這本書裡寫下的格言都相當清楚、冷靜、並且都帶有一致的風格，尼采的這本書似乎是要呈現給讀者獨特的體驗，而不是試圖說服讀者接受任何的觀點。在後來幾本書裡尼采會繼續將之中許多的概念發展成熟。

### 《快樂的科學》
《快樂的科學》（Die fröhliche Wissenschaft，1882年）是尼采中期作品裡最龐大而又最完整的一本書，尼采繼續使用格言的風格寫作，這本書也包含大量的詩句，多過其他所有的作品。這本書的主題是頌揚生命的快樂，並且將美學的樂趣以輕鬆的哲學風格帶入生命中（書名是源於法國普羅旺斯的方言——代表著詩歌的藝術）。尼采提出永恆輪迴的理論作為例子，純粹以一個人的生命來考量一個人應該要採取怎樣的行動。這與基督教傳統主張的死後生命——亦即人可以犧牲當前肉体欲望以換取长久心灵平安喜乐——不同。不過，《快樂的科學》最為人所知的是尼采提出「上帝已死」這個說法，這代表尼采試圖以自然主義與美學取代宗教傳統的概念；在海德格尔《尼采的话“上帝死了”》文中，这句话被阐释成数千年来西方的理性-宗教传统所信奉的超感性世界的破灭。

### 《查拉圖斯特拉如是說》
在1883-1885年間完成的《查拉圖斯特拉如是說：一本寫給所有人及不寫給任何人的書》（Also Sprach Zarathustra, Ein Buch für Alle und Keinen）象徵尼采中期作品的終結和晚期作品的開端，這本書成為尼采最知名也最重要的著作。該書寫作格式相當獨特，尼采使用哲學小說風格的寫作方式，類似於新約聖經以及柏拉圖對話錄的風格，同時也相當類似於前蘇格拉底哲學作品裡的語調，經常以自然現象作為修辭和講述故事的手段。尼采也經常提及西方文學及哲學的各種傳統，解釋並討論這些傳統的問題。以查拉圖斯特拉（瑣羅亞斯德教的創教先知）這個角色為媒介，由他四處進行哲學演講，描述他的旅程以及各種聽眾對於其哲學的反應。這些聽眾的反應（像其他的教育小說一样）就可以視為是對於查拉圖斯特拉（以及乃至尼采本人的）哲學的評論。這些特色和書中本身論點的模糊性和矛盾本質，最終使這本書獲得閱讀大眾的青睞，但也使得這本書相當難以被學界分析（或許這就是尼采原先的意圖），《查拉圖斯特拉如是說》這本書也因此在哲學界曾不受學者的重視（尤其是英語國家的分析哲學傳統），到20世紀的後半期人們才對這本書以及尼采混合小說和哲學的獨特寫作風格產生廣泛興趣。尼采在這本書中正式提出永恆輪迴的理論，並且第一次用「超人」（Übermensch）這個詞，尼采在之後所有的作品裡都使用了超人這個理論。

### 《善惡的彼岸》
在尼采的「晚期作品」中，1886年出版的《善惡的彼岸：未來哲學的序曲》（Jenseits von Gut und Böse. Vorspiel einer Philosophie der Zukunft）最接近於他的中期作品的風格。在這本書裡尼采定義了真正的哲學應該具備的條件：想像力、自我主張、危險、創意、以及「價值的創造」——其他的他都認為是附帶的條件。從這裡触发尼采質疑了一些哲學傳統上的重要假設，例如許多哲學流派常使用的「自我意識」、「知識」、「真理」、以及「自由意志」等概念。尼采批評這些傳統概念是沒有足夠證據的，他改提出力量意志(the will to power)來解釋人類的行為，尼采在書中提出他對「生命的觀點」，並且認為那是「超越善與惡的」，否定人類世上存在著一套普世的道德。在知名的主人-奴隸道德說裡尼采重新評價稱霸西方哲學已久的人文主義傳統，他主張即使是對於弱者施與支配、佔有甚至傷害，也不見得是任何人都有資格指責。尼采在這本書裡貫徹道德相對主義以及觀點主義的論點。

### 《道德譜系學》
由三篇專文構成、在1887年出版的《道德譜系學》（Zur Genealogie der Moral）一書是尼采在進入混亂的1888年前的最後著作。每篇專文都專注於討論道德概念的發展以及傳統，尼采試著證明當代道德觀的最初起源根本沒有半點道德根據，殘酷的權力鬥爭才是形塑道德的主要角色。與其他作品相較，這本書在寫作形式和語調上都較為傾向哲學論述的風格，也因此這本書成為哲學界對於尼采思想分析的主要來源。
在第一篇專文中尼采將基督教的道德觀追溯至那個被他稱為「奴隸藉由道德造反」的時期，他描述位居社會底層的成員對於那些強大、富有而高貴的上層成員的「怨恨」。貴族成員們是以「好/壞」作為價值的區分標準，認為他們在社會中所佔的優勢證明他們自身的優越，並且藐視那些底層的成員。而奴隸們則發現他們無法面對自己被強者征服的事實，於是構思出一套「想像的復仇」，將那些強者描述為「惡」、並將他們自身描述為「善」，也因此建構出基督教的道德觀，透過這套道德觀，無能而軟弱的成員才有資格住在地球上。
在第二篇專文中尼采則描述在這套道德觀浮現前的社會的景象（他將之稱為「傳統的道德」），在那之前以暴力傷害人的權利來自於人的能力，就如同動物也有記憶和進行承諾的能力一般，違背承諾者會遭致的懲罰就是被暴力傷害。也因此，依據尼采的說法，懲罰的傳統並不是來自於任何道德目標或理論。「壞的結果」也是在道德觀浮現前的社會就已存在的概念。若是人不再有自由四處遊蕩和進行劫掠，他所帶有的暴力的動物本性便會轉而發洩至自己身上。
在第三篇專文裡尼采則討論到基督教道德觀裡所呈現的「完美的禁慾者」的概念，尼采主張埋藏在這個禁慾概念之後的只不過是一連串可笑而又沒有根據的迷信，即使在現代社會，這些迷信仍然企圖以新的、「秘密的」形式腐敗人類。

### 《華格納事件》
《華格納事件：一個音樂家的問題》是尼采在1888年出版的第一本書，1888年是尼采創作的高峰期、但也是他發瘋前最後一年。在這本書裡尼采規模空前而毫無節制的攻擊理查·華格納，他承認華格納的作品是極為傑出的音樂成就，但他批評那只不過是文化衰退和虛無主義的產物，也因此只是象徵軟弱無能。這本書顯示尼采也是相當犀利的音樂評論家，並且也替他後來在對藝術本質、及藝術在人類未來扮演的角色的思考上奠定基礎。

### 《偶像的黃昏》
同在1888年出版的《偶像的黄昏：或怎样用锤子从事哲学》（Götzen-Dämmerung, oder Wie man mit dem Hammer philosophiert）是極具爭議性的一本書，書名是取自華格納的同名歌劇尼貝龍根的指環中第四部「諸神的黃昏」（Die Götterdämmerung）。在這本篇幅不多的書裡，尼采重新提出並且總結對於許多主要哲學家（蘇格拉底、柏拉圖、康德、以及其他基督教哲學家）的批評。他在「蘇格拉底的問題」這個章節裡指出沒有人可以計算生命的價值為何，任何試圖計算生命價值的人都只是證明自己具有否定生命或是肯定生命的傾向。他認為在蘇格拉底之後的哲學發展都是「墮落的」，因為那些哲學家企圖以辯證法作為自我辯護的工具，而傳統思想的權威則被毀滅。尼采批判了当时的德国文化相当单纯而幼稚，并向许多主要的法国、英国、以及意大利文化代表人物开炮。比起那些所谓的“颓废主义”，尼采更赞成像凱薩、拿破崙、歌德、修昔底德、以及诡辩家们，他认为后者比起前者要来的健康而强壮多了。这本书的最后告诉了读者尼采最重要的计划：重新评价所有的价值观（Umwertung aller Werte）。同时古罗马的文明成就在尼采来看要比古希腊高多了。

### 《反基督》
《反基督：對基督教的詛咒》（Der Antichrist. Fluch auf das Christentum）是尼采知名而又具爭議的著作，尼采在這本書中對基督教的道德觀發起論戰式的批判攻勢，後來世人將尼采視為是反基督教的狂熱者的形象主要也是源自於這本書。在這本書裡尼采集結他在之前的作品裡對於基督教的各種批評，但改以諷刺的寫作風格表達他對於基督教倫理中奴隸道德腐敗高尚的古羅馬道德的噁心和痛恨。
他舉出基督教中的一些成分—例如福音書、保羅、殉教者、神父、以及十字軍，認為那些都屬於奴隸道德中的怨恨，認為基督教企圖鼓吹軟弱和不健康以犧牲掉那些更強壯的道德。
尼采也不忘批評耶穌基督以及其他許多重要的基督教象徵，這本書也因此拋棄他其他作品中相對而言較為中立（雖然仍都很激動）的分析風格，轉而採取全然事實的論戰風格批判。尼采並且提出一套「反基督」的道德以改進未來：重新評價所有的價值觀。

### 《瞧！這個人》
尼采在1888年出版的《瞧！這個人》（Ecce Homo）是風格極為獨特的自傳，有些章節的名稱甚至是「為什麼我這麼有智慧」、「為什麼我這麼聰明」、「為什麼我寫出這麼好的書」。自傳中記述的主要是尼采哲學思想的發展經歷，而不是尼采個人的生平。書中凸顯尼采在研究各種哲學傳統上的計畫，但較少提起他對於哲學與文學之分裂的理論，以及哲學與個人特質、身體和心靈之間的衝突。尼采試著將許多他的哲學思想與他的身體外貌相連結，他偶爾還會刻意以極為謙虛的評論描述自己，甚至呈現出半開玩笑或自我奉承的筆風（這同時也是諷刺蘇格拉底的謙虛）。在描述完自己後，尼采宣稱世上所有的美德都已經呈現在他身上（包括父親的早逝以及奇差無比的視力——用以證明他的逆來順受），他也短暫的評論他所有的作品。最後一章節則名為「為什麼我是一個宿命」，尼采在書的結尾告訴讀者，「永恆輪迴」以及「對所有價值觀的重新評價」是他哲學研究的中心。

### 《尼采反對華格納》
1888年底出版的《尼采反對華格納：來自一個心理學家的檔案》（Nietzsche contra Wagner, Aktenstücke eines Psychologen）收錄一系列尼采在1878至1887年間撰寫的有關華格納及其音樂的評論。這些文件說明尼采與華格納之間在美學上的差異，並且記述華格納的音樂如何逐漸的遭到基督教、雅利安人種至上主義、以及反猶太主義的腐化。

### 未出版的筆記
長年下來，尼采寫下大量的文稿和筆記，尤其是記述他的哲學思想的發展歷程。在尼采死後，尼采的妹妹伊莉莎白成為這些檔案的合法繼承人，她將這些文稿编彙後以《權力意志》為名出版。
後來的研究發現伊莉莎白對這本書動了許多手腳，包括極為選擇性的挑選文稿、擅改段落的排序，因此當前主流的學界認為由伊莉莎白編彙的這本書屬於修正主義的篡改版本，只不過是她以哥哥的作品為媒介夾帶自己的政治觀點罷了，尼采在世時極為厭惡自己的文稿遭到這樣的篡改。除此之外，伊莉莎白在日後進一步篡改哥哥的作品以迎合納粹的思想，這些紀錄都證明尼采後來被與法西斯主義和反猶太主義畫上等號有可能是伊莉莎白篡改的後果。
1960年代，學者马齐诺·蒙蒂纳里和乔治·科利出版第一本經過詳細重新檢驗和整理的尼采筆記本，將尼采的文稿依據時間先後排序（伊莉莎白和彼得·加斯特是以主題分類，還擅自加上標題、剪貼段落，甚至加上其他作家的文件而沒有註明，誤導讀者認為那是尼采的文筆），這個版本接著也被翻譯為各種語言出版。
另外，尼采生前還有幾篇論文，談論希臘悲劇時代的哲學，亦在死後以《希臘悲劇時代的哲學》為名出版。

## 影響

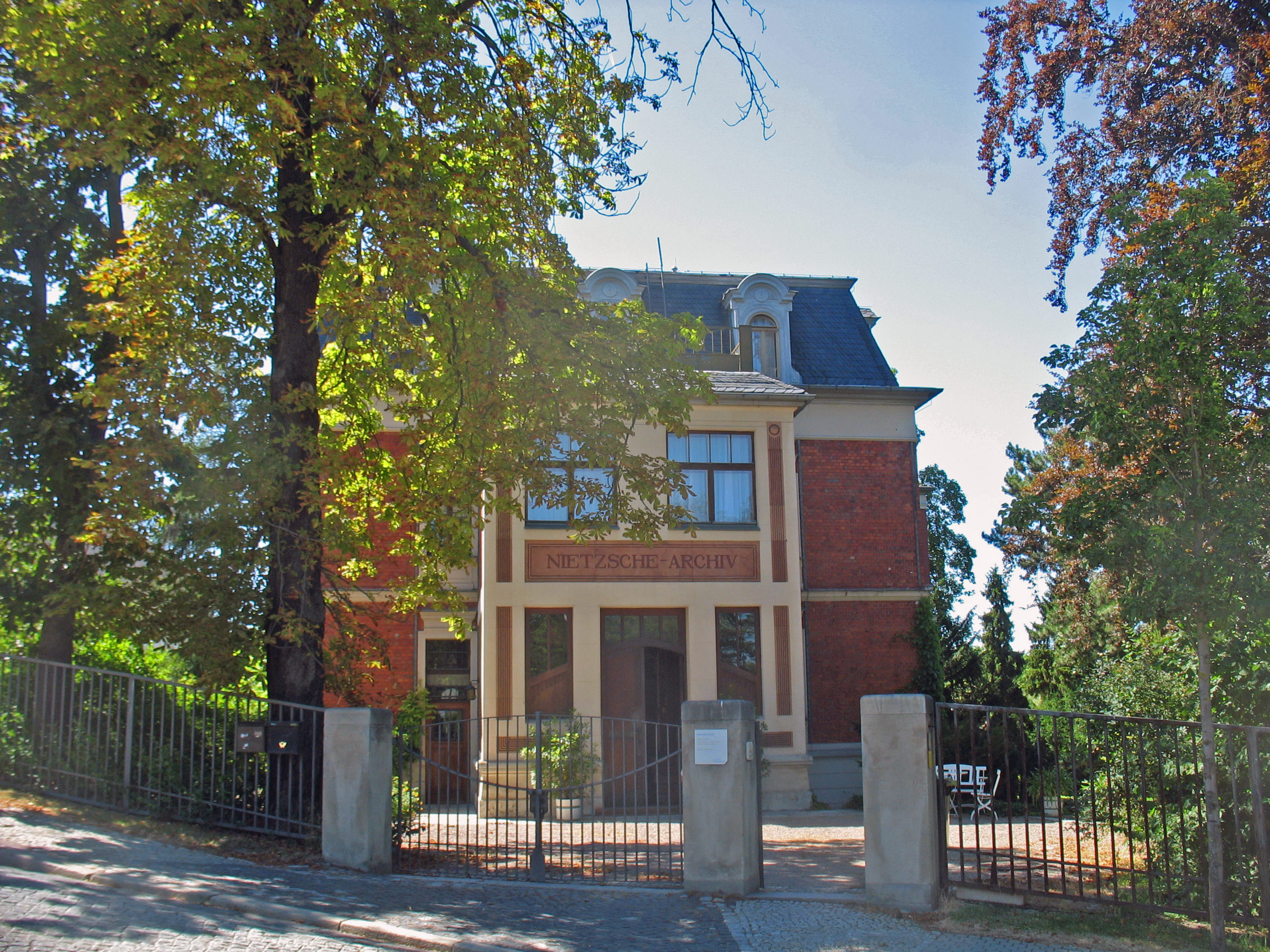
位於德國威瑪的尼采檔案庫，收藏大量尼采的著作和手稿。

尼采對20世紀的哲學留下深刻的影響，尤其是歐陸哲學，雖然以分析哲學為主的英美國家要到20世紀後半期才開始注重他的作品。尼采重要的貢獻有他企圖揭發社會的既有價值觀的本質，尼采指出人的動物本性和欲望在型塑人類行為上扮演的角色這一點，也大為影響後來的心理學家如西格蒙德·弗洛伊德和卡爾·榮格。奧地利心理學家阿爾弗雷德·阿德勒的學說中重視心理力量的部份也是受到尼采權力意志說的影響。
尼采不僅深深影響後來的存在主義，他的影響所及到解構主義、後現代主義、解釋學等，尼采所提出的「上帝已死」成了存在主義的中心論點：如果沒有上帝，那麼就沒有必然的價值或道德律；如果沒有必然的價值或道德律，那麼人類應該如何自處。
在第一次世界大戰之後，尼采的思想開始被人與納粹主義與反猶太主義相連結，這很大程度上出自他的妹妹伊莉莎白對於他作品的篡改；伊莉莎白甚至主動與納粹人士合作，選擇性地解釋尼采的理論以正當化對其他人種及國家的戰爭和侵略，儘管尼采本人曾明確反對反猶太主義。

## 研究书籍
关于19世纪哲学家尼采的相关作品，主要是学者翻译引入对尼采思想的讨论，也包括少量电影。

### 非中文专著
- 朗佩特著，娄林译，《尼采的教诲》，上海:华东师范大学出版社，2013，ISBN 9787567501027
- 朗佩特著，田立年、贺志刚 译，《施特劳斯与尼采》，上海:上海三联书店 华东师范大学出版社，ISBN 9787542621849
- 朗佩特著，李致远、彭磊、李春长译， 尼采与现时代》，北京:华夏出版社，2009，ISBN 9787508047966
- 朗佩特著，李致远、李小均 译，《尼采的使命》，北京:华夏出版社，2009，ISBN 9787508047911
- 海德格尔著，孙周兴译，《尼采（全二卷）》，北京:商务印书馆，2010，ISBN 9787100070348
- 海德格尔著，孙周兴译，《林中路》，上海:上海译文出版社，2004，ISBN 9787532733668
- 德勒兹著，周颖、刘玉宇译，《尼采与哲学》，北京:社会科学文献出版社，2001，ISBN 9787801495662
- 洛维特著，李秋零译，《从黑格尔到尼采》，北京:生活·读书·新知三联书店，2006，ISBN 9787108021908
- 罗森著，吴松江、陈卫斌译，《启蒙的面具》， 沈阳:辽宁教育出版社，2003，ISBN 9787538264319
- 丹豪瑟 著， 田立年译，《尼采眼中的苏格拉底》，北京:华夏出版社，2013，ISBN 9787508077826
- 凯斯.安塞尔-皮尔逊著，《尼采反卢梭》，北京:华夏出版社，2005，ISBN 9787508037561
- 奥弗洛赫蒂 著， 田立年译，《尼采与古典传统》，上海:华东师范大学出版社，2007，ISBN 9787561752494
- 戴维·罗宾逊著， 程炼译，《尼采与后现代主义》，北京:北京大学出版社，2005，ISBN 9787301084861

### 中文专著
- 吴增定著，《尼采与柏拉图主义》，上海:上海人民出版社，2005，ISBN 9787208052567
- 张文涛著，《尼采六论》，上海:华东师范大学出版社，2007，ISBN 9787561754702
- 周国平著，《尼采与形而上学》，北京:新世界出版社，2008，ISBN 9787535511782
- 周国平著，《尼采：在廿世纪的转折点上》，上海:上海人民出版社，1986，ISBN 9787208004672
- 郜元宝著，《尼采在中国》，上海:上海三联书店，2001，ISBN 9787542614827
- 陈鼓应著，《悲剧哲学家尼采》，上海:上海人民出版社，2006，ISBN 9787208060968
- 汪民安著，《尼采与身体》，北京:北京大学出版社，2008，ISBN 9787301131473
- 张典著，《尼采和主体性哲学》，北京:中国社会出版社，2009，ISBN 9787508728650
- 赵广明著，《尼采的启示，北京:社会科学文献出版社，2012，ISBN 9787509736470
- 黃國鉅著，《尼采：從酒神到超人》，香港：中華書局，2014，ISBN 9789888290017

### 选编著作
- 伯恩·马格努斯、凯瑟琳·希金斯选编，《尼采》，北京:三联书店，2006，ISBN 9787108024848
- 刘小枫主编，黄立年译，《尼采与古典传统续编》，上海:华东师范大学出版社，2008，ISBN 9787561759233
- 彼肖普主编，黄立年译尼采与古代》，上海:华东师范大学出版社，2010，ISBN 9787561780756
- 刘小枫主编，《尼采在西方》，上海:华东师范大学出版社，2013，ISBN 9787561774311
- 刘小枫主编，《尼采与基督教》，北京:华夏出版社，2014，ISBN 9787508077857

### 引用
1. ↑  Brobjer, Thomas. 2008. Nietzsche's Philosophical Context: An Intellectual Biography. p. 42. University of Illinois Press.
2. ↑  Wicks, Robert. [1997] 2011. "Friedrich Nietzsche （页面存档备份，存于）." Stanford Encyclopedia of Philosophy, edited by E. N. Zalta. Retrieved 6 October 2011.
3. ↑  Magnus, Bernd. . . 2020 [1999]  [2021-05-07]. （原始内容存档于2012-07-23）.
4. ↑  Wilkerson, Dale. 14 October 2015. "Friedrich Nietzsche （页面存档备份，存于）." The Internet Encyclopedia of Philosophy. ISSN 2161-0002.
5. ↑  Belliotti, Raymond A. 2013. Jesus or Nietzsche: How Should We Live Our Lives?. Rodopi. pp. 195–201.
6. ↑  Russell, Bertrand. . New York: Simon and Schuster. 1945: 766, 770. ISBN 978-0-671-20158-6.
7. ↑  Kaufmann, Walter, Nietzsche: Philosopher, Psychologist, Antichrist, p. 22.
8. 1 2  Schaberg, William, The Nietzsche Canon, University of Chicago Press, 1996, p32.
9. ↑  
Hecker, Hellmuth: "Nietzsches Staatsangehörigkeit als Rechtsfrage", Neue Juristische Wochenschrift, Jg. 40, 1987, nr. 23, p. 1388-1391; and His, Eduard: "Friedrich Nietzsches Heimatlosigkeit", Basler Zeitschrift für Geschichte und Altertumskunde, vol. 40, 1941, p. 159-186.
10. ↑  
A biography on Spir. （页面存档备份，存于）
11. ↑  Stephan Güntzel, Nietzsche's Geophilosophy 的存檔，存档日期2007-09-27., p.85  in: Journal of Nietzsche Studies 25 (Spring 2003), The Pennsylvania State University Press, University Park (Penn State), 2003-10-15; re-published on HyperNietzsche's website （英文）/（德文）
12. ↑  Kaufmann, Walter, Nietzsche: Philosopher, Psychologist, Antichrist, pp. 306–340.
13. ↑  
Mazzino Montinari, Friedrich Nietzsche (1974; transl. in German in 1991, Friedrich Nietzsche. Eine Einführung., Berlin-New York, De Gruyter; and in French, Friedrich Nietzsche,PUF, 2001)
14. ↑  
The Portable Nietzsche, trans. Walter Kaufmann.
15. ↑  Gino Gschwend: Pathogramm von Nietzsche aus neurologischer Sicht. In: Schweizerische Ärztezeitung 81, 2000, S. 45–48 (online （页面存档备份，存于）)
16. ↑  Geschichte der Medizin. Nietzsches Krankheit: Genie und Wahnsinn （页面存档备份，存于） Ärzteblatt, aufgerufen am 6. November 2021
17. ↑  The neurological illness of Friedrich Nietzsche 2008, von D. Hemelsoet, K. Helelsoet und D. Devreese (engl.) （页面存档备份，存于） PubMed, aufgerufen am 6. November 2021
18. ↑  
Schain, Richard. "Nietzsche's Visionary Values - Genius or Dementia? .   [2006-05-14]. （原始内容存档于2006-05-13）.
19. ↑  Johann Winckelmann, History of Ancient Art, 1764
20. ↑  
Glenn W. Most, "On the use and abuse of ancient Greece for life" 的存檔，存档日期2007-09-21., HyperNietzsche, 2003-11-09 （英文）
21. ↑  Nietzsche, Friedrich, "Thus Spoke Zarathustra" in the chapter "Why I Write Such Good Books" in Ecce Homo, 1888
22. ↑  
Behler, Ernst, Nietzsche in the Twentieth Century in The Cambridge Companion to Nietzsche, Magnus and Higgins (ed), Cambridge Univ. Press, 1996, pp. 281-319
23. ↑  Mazzino Montinari (postface of Paolo d'Iorio), The 'Will to Power' does not exist, Sigrid Oloff-Montinari original Italian edition （页面存档备份，存于） Centro Montinari (Italian) Archive.today的存檔，存档日期2002-10-16)